# 라보 (스위스)
라보(프랑스어: Lavaux [lavo][*])는 스위스 보주에 있는 지역으로, 라보-오롱구에 속해 있다. 라보는 제네바 호수의 남쪽을 향한 북쪽 해안을 따라 약 30km 뻗어있는 830ha의 계단식 포도원으로 구성되어 있다.
로마시대에 이 지역에서 포도나무가 자랐다는 증거가 있지만, 실제 포도나무 테라스는 베네딕토회 수도원과 시스테르시아 수도원이 이 지역을 통제한 11세기로 거슬러 올라간다. 온화한 기후의 혜택을 받지만, 호수와 돌담에 태양이 반사되는 테라스의 남쪽 측면은 이 지역에 지중해의 성격을 부여한다. 여기에서 재배되는 주요 와인 포도 품종은 샤슬라(Chasselas)이다.

## 세계문화유산
보주의 법에 따라 라보의 포도원은 개발로부터 보호를 받는다. 2007년 7월부터 라보는 유네스코 세계문화유산으로 지정되어 있다.
2016년부터 라보의 포도원은 더 이상 합성 살충제를 사용하지 않는다.

## 하이킹
라보의 포도원을 통해 가능한 많은 하이킹 코스가 있다. 스위스 관광청에서 추천하는 생 사포린에서 루트리까지 가는 등산로(Terrasses de Lavaux)가 있다.

## 법적 보호

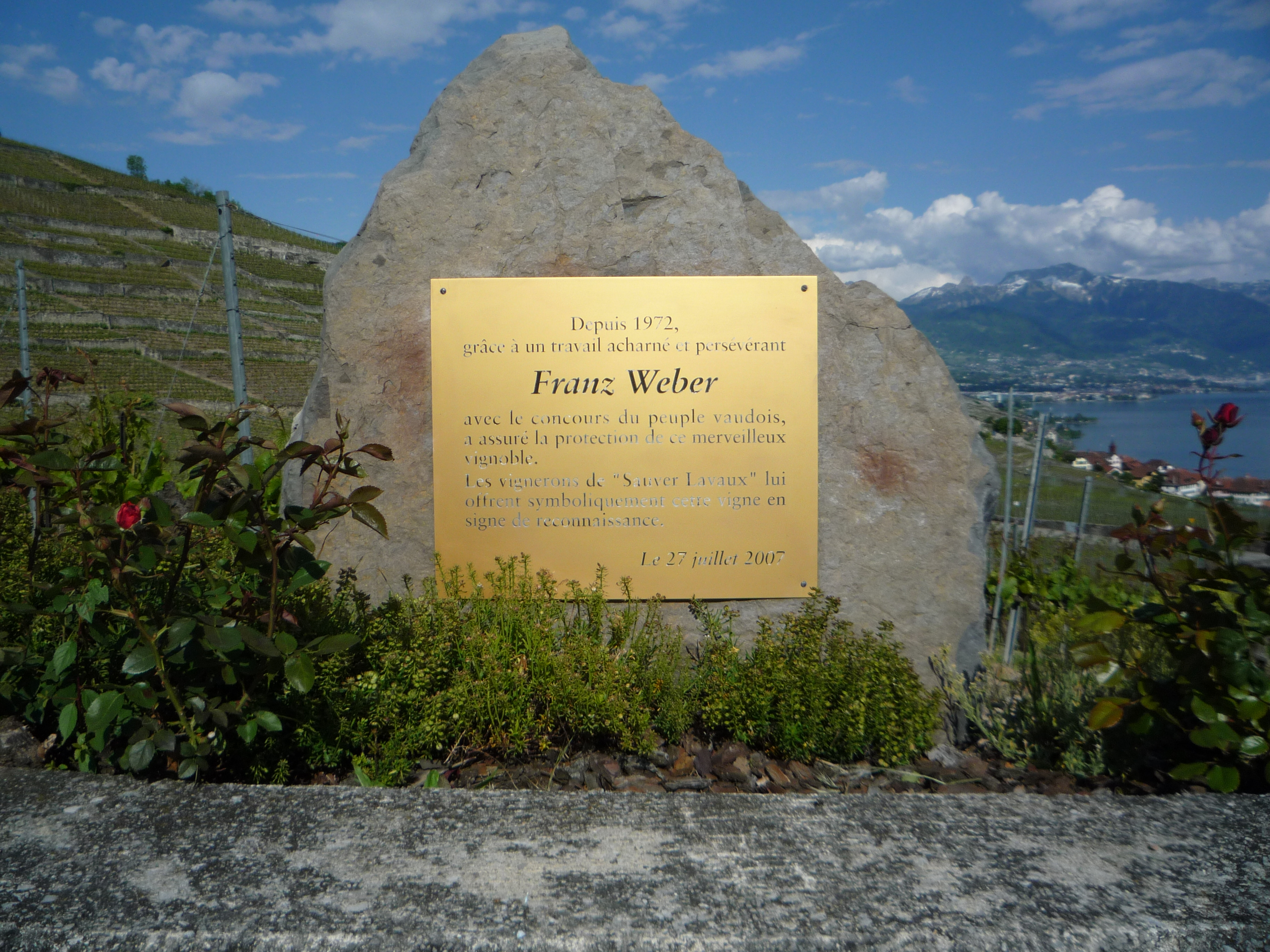
프란츠 베버가 라보를 지키겠다고 약속한 것을 기리는 기념패

1977년 보주의 유권자들은 주 대중 이니셔티브 “라보 구하기”(Save Lavaux)를 수락(55%)하여 결과적으로 1979년에 라보를 보호하기 위한 법률(Loi sur le plan de protection de Lavaux)이 제정되었다.
2003년 보주의 새로운 헌법이 발효되었지만, 라보의 보호에 관한 기사는 포함되어 있지 않았다. 두 번째 인기있는 이니셔티브인 “라보 구하기”가 다시 도입하기 위해 시작되었으며, 2005년 유권자의 81%가 받아들였다.
2009년 프란츠 베버는 라보에 새로운 건물을 지을 가능성을 줄이기 위해 세 번째 이니셔티브인 “라보 구하기”를 시작했으며, 2014년 5월 19일 유권자의 68%가 거부했다. 지방 정부 (보주 의회)의 반대 이니셔티브는 유권자의 68%에 의해 받아들여졌다 (보호를 강화하지만, 프란츠 베버의 주도권보다 덜 엄격하다).

## 영향
- 라보는 프린스의 앨범 20Ten (2010)에 있는 노래 이름이다.[4][5]
- 2011년 스위스 포스트는 라보 지역을 기념하는 세 가지 특별 우표를 발행했다.[6][7]

## 갤러리

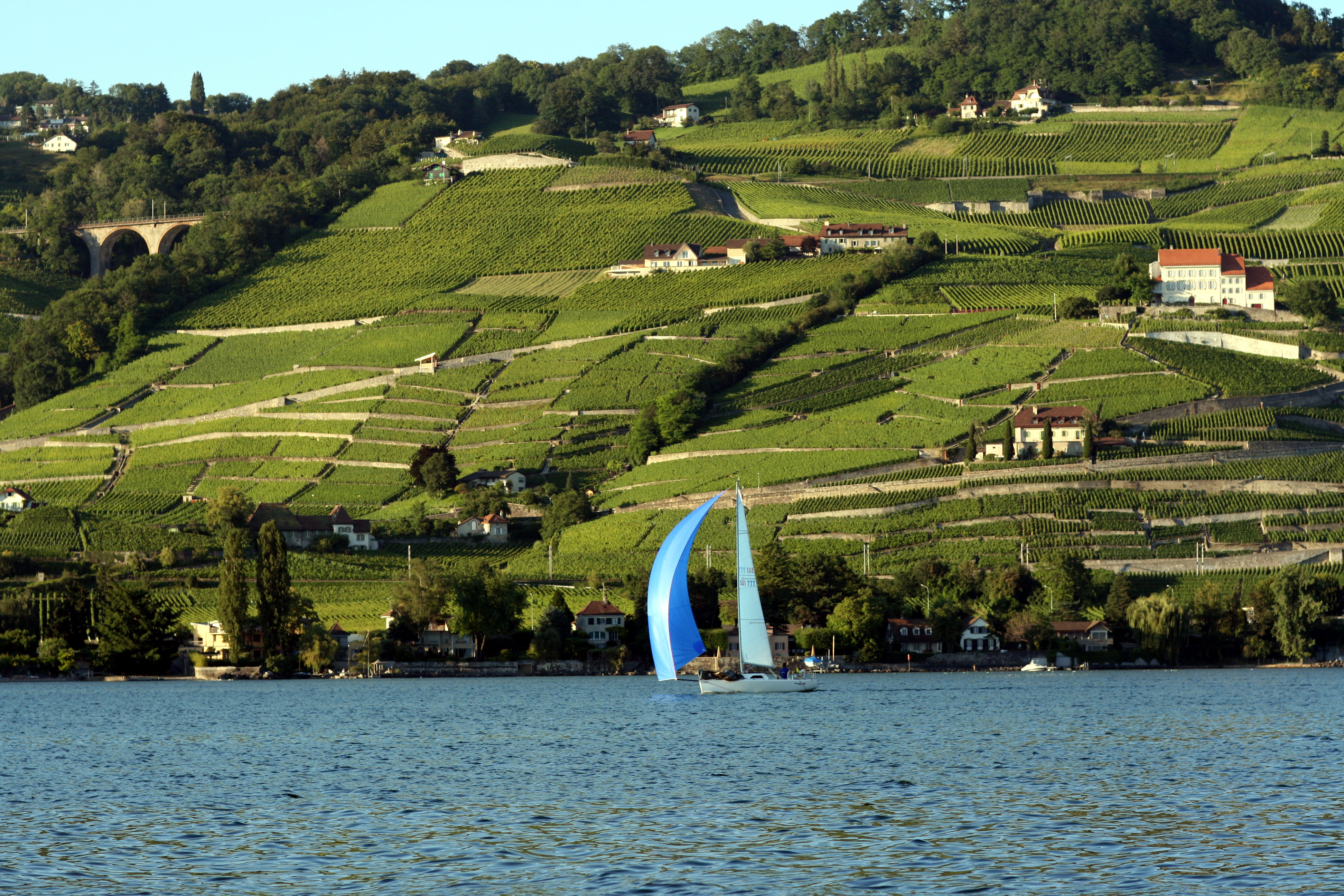
로잔 근교의 포도원
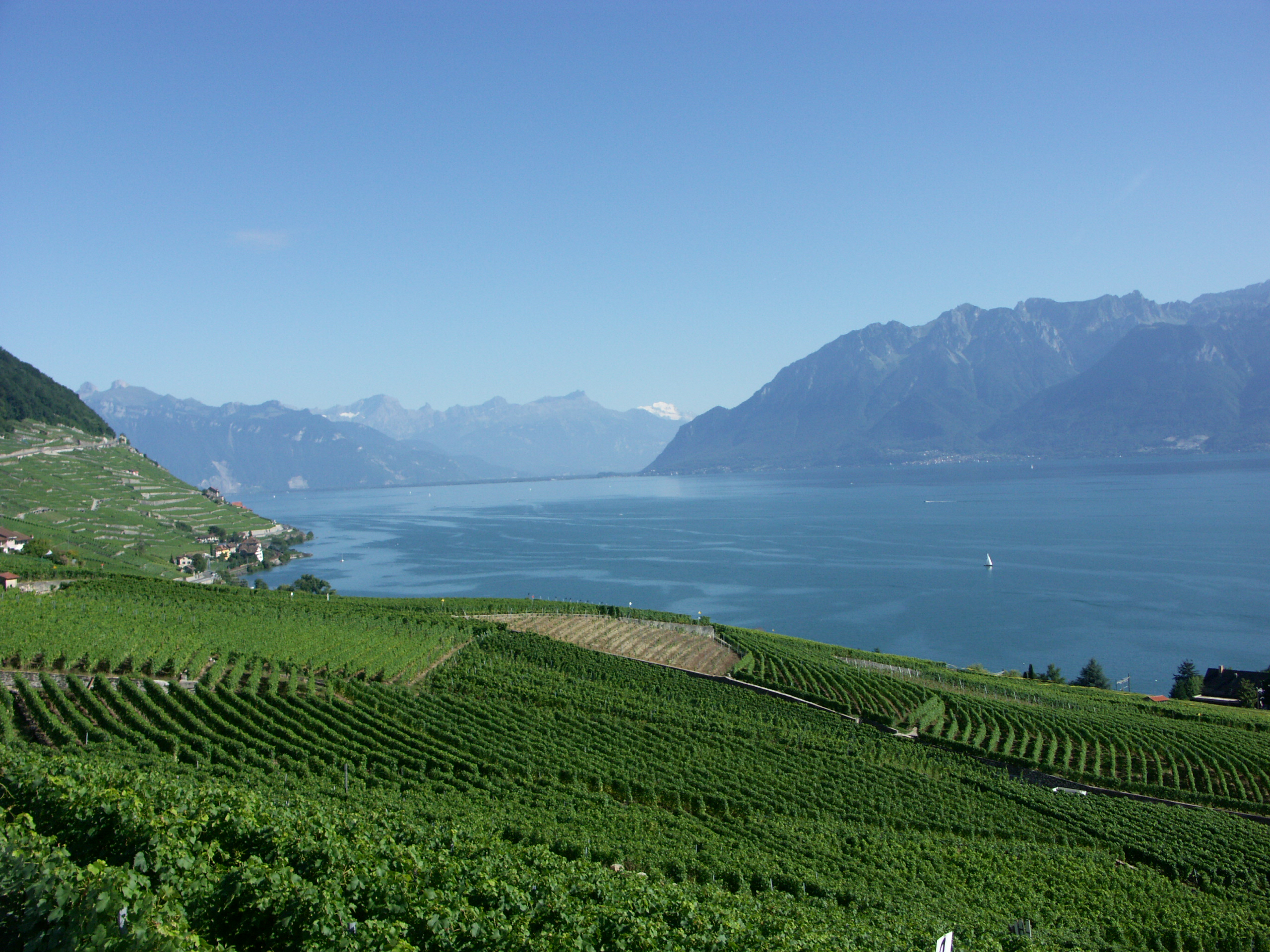
라보에선 본 제네바호와 스위스 알프스
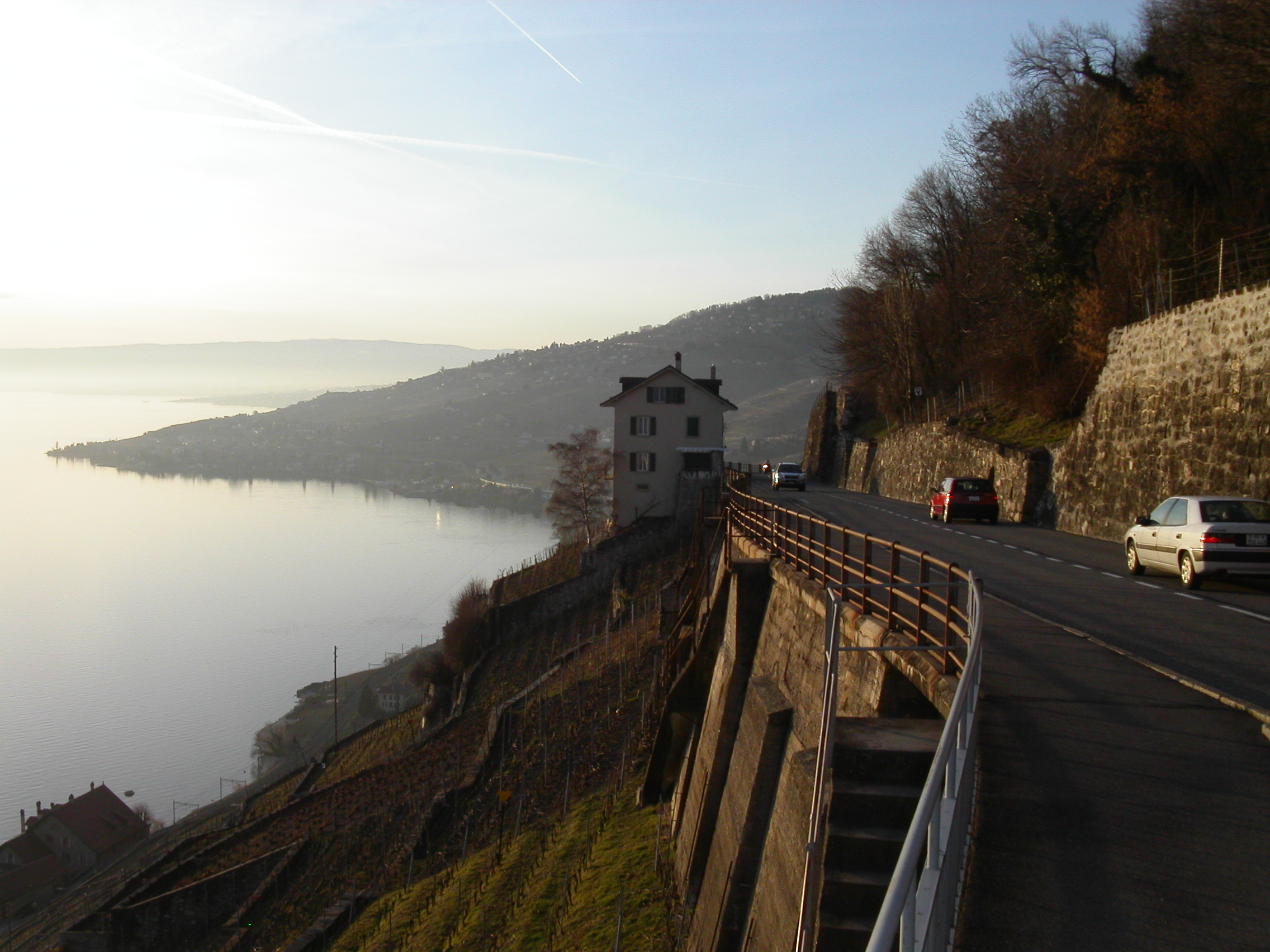
라보에서 로잔 방향으로 본 제네바호
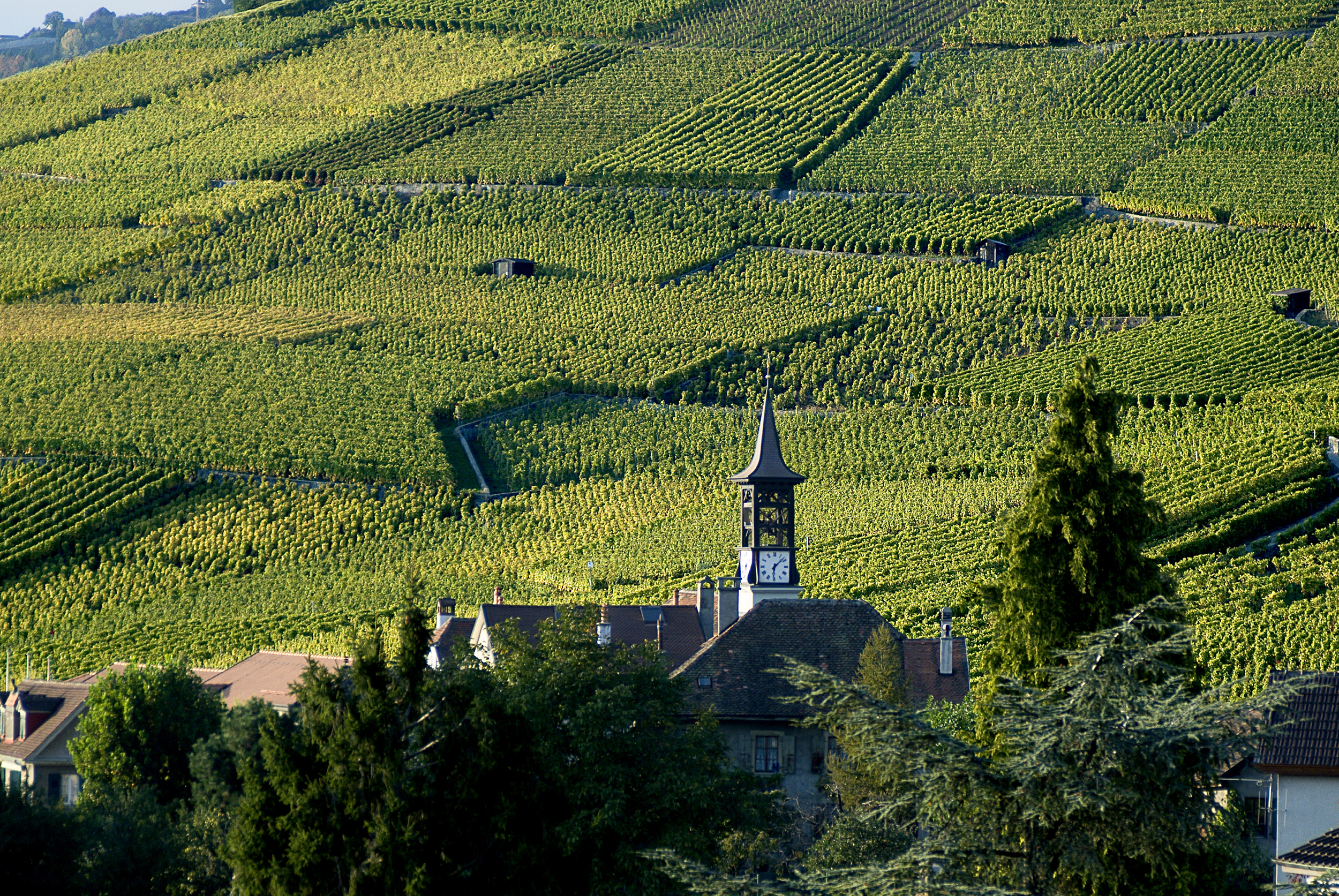
라보 포도원 테라스
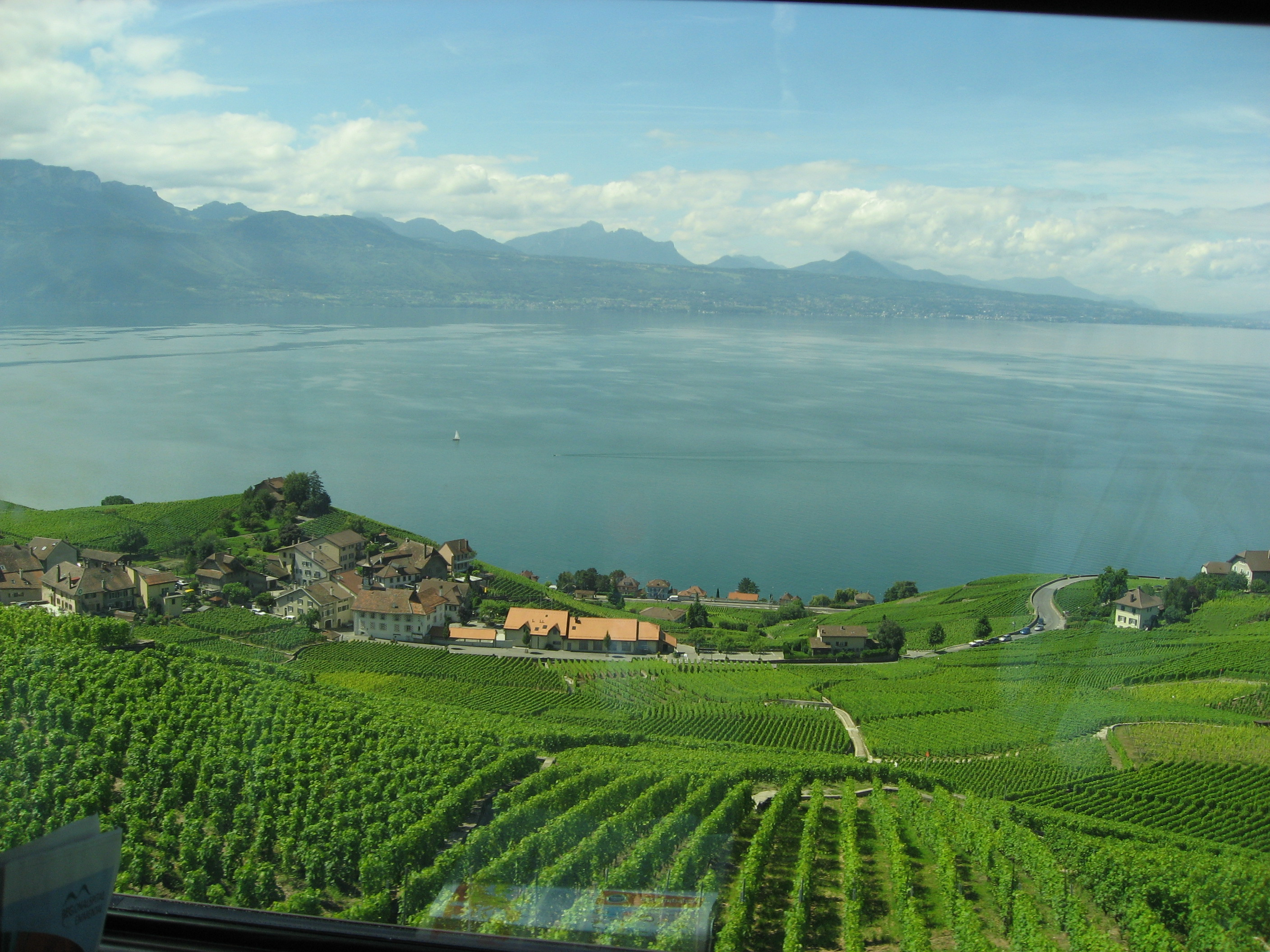
로잔에서 팔레지유와 베른으로 가는 철도의 라보
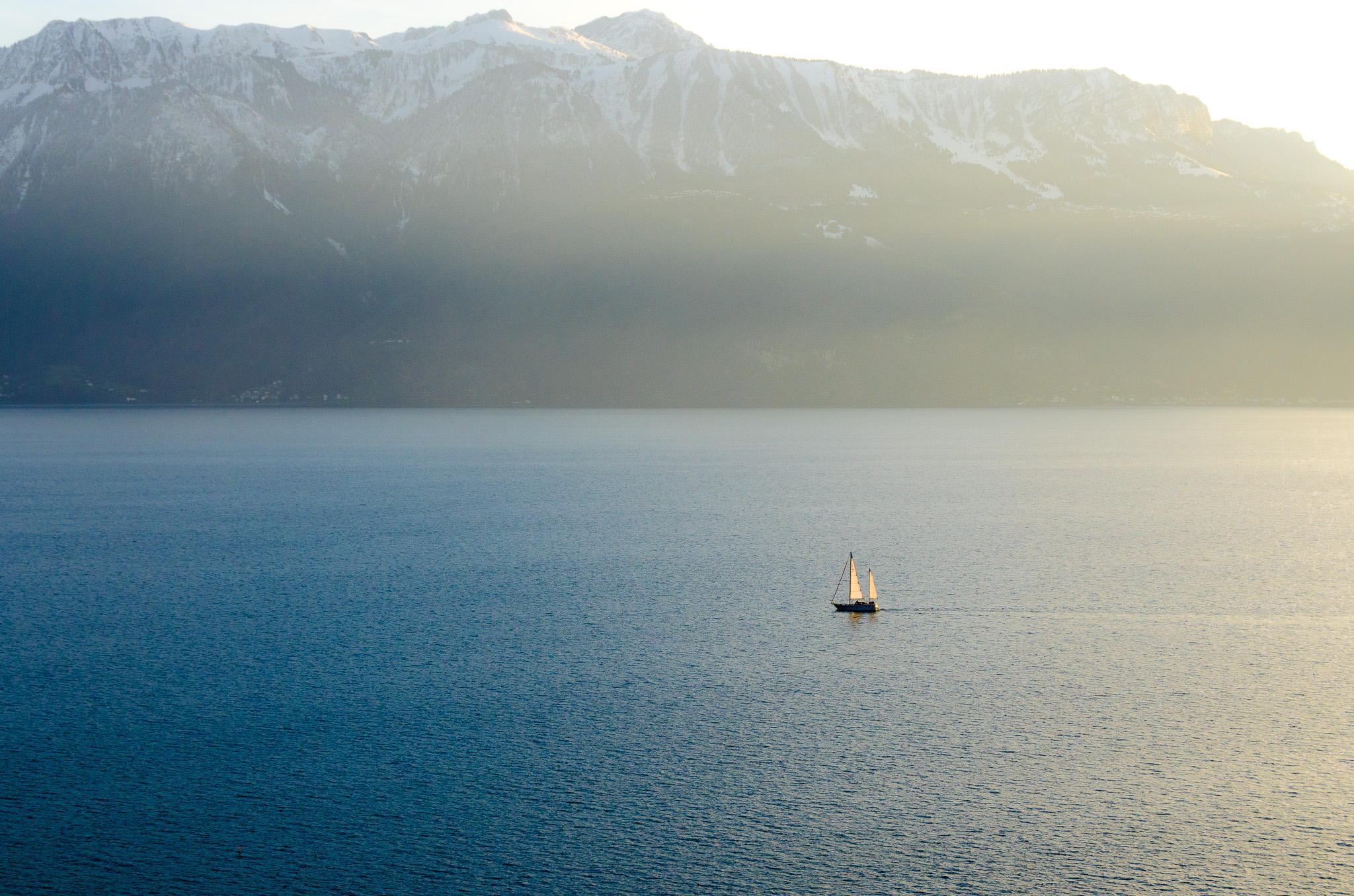
포도밭에서 본 제네바호의 일몰